# Phacellodomus
Phacellodomus – rodzaj z podrodziny ogończyków (Synallaxinae) w rodzinie garncarzowatych (Furnariidae). 

## Zasięg występowania
Rodzaj obejmuje gatunki występujące w Ameryce Południowej.

## Morfologia
Długość ciała 13–21 cm; masa ciała 14–51 g.

## Systematyka

### Etymologia
Phacellodomus: gr. φακελλος phakellos „wiązka gałązek”; δομος domos „dom”.

### Podział systematyczny
Do rodzaju należą następujące gatunki:
- Phacellodomus erythrophthalmus (zu Wied, 1821) – cierniak czerwonooki
- Phacellodomus ferrugineigula (von Pelzeln, 1858) – cierniak rdzawopierśny
- Phacellodomus ruber (Vieillot, 1817) – cierniak duży
- Phacellodomus striaticollis (d’Orbigny & Lafresnaye, 1839) – cierniak cętkowany
- Phacellodomus maculipectus Cabanis, 1883 – cierniak falisty
- Phacellodomus dorsalis Salvin, 1895 – cierniak rudogrzbiety
- Phacellodomus sibilatrix P.L. Sclater, 1879 – cierniak mały
- Phacellodomus rufifrons (zu Wied, 1821) – cierniak rudoczelny
- Phacellodomus striaticeps (d’Orbigny & Lafresnaye, 1839) – cierniak białobrzuchy